# 戴夫·湯瑪斯
大衛·湯瑪斯（英語：R. David Thomas，1932年7月2日—2002年1月8日），小名戴夫·湯瑪斯（英語：Dave Thomas），生於新澤西州大西洋城，美國速食業大亨與慈善家，為溫蒂漢堡的創辦者與執行長。在1989年至2002年間，他曾在超過800齣的系列商業廣告中登場演出，是電視史上在廣告中出現次數最多的人。

## 生平
1932年7月2日，出生於美國新澤西州大西洋城，本為孤兒，六週大時被養父母收養。由於家庭環境不佳，戴夫·湯瑪斯於12歲時，已於田納西州一家快餐店工作，當時已經可以接待100位顧客；到高中時，選擇輟學，全職投身餐飲事業。
1950年，韓戰爆發，戴夫·湯瑪斯志願從軍。直到1953年退役。
1969年11月15日，戴夫·湯瑪斯於俄亥俄州哥倫布開設第一間溫蒂漢堡快餐店。1986年，自公司退休。
1989年，開始為公司擔任代言人，在廣告中出現。2002年1月8日，因癌症去世。

## 紀念
在今天美國俄亥俄州都柏林的道路命名上，有戴夫·汤玛斯大道。